# Омня
О́мня — река в Хабаровском крае России, правый приток реки Большой Аим.
Омня берёт начало на высоте 555 м над уровнем моря слиянием двух истоков — рек Болоджох и Учатын, образованной Правым и Левым Учатыном. Течёт по гористой местности по территории Аяно-Майского района. Впадает в реку Большой Аим в 23 км от её устья. Длина реки составляет 302 км, площадь бассейна — 6770 км². Питание снеговое и дождевое. Замерзает в октябре — начале ноября, вскрывается в мае.

## Данные водного реестра
По данным государственного водного реестра России относится к Ленскому бассейновому округу, речной бассейн реки — Лена, речной подбассейн реки — Алдан, водохозяйственный участок реки — Мая от истока до в/п с. Аим.
Код объекта в государственном водном реестре — 18030600512117300030793.

## Притоки
Объекты перечислены по порядку от устья к истоку.
- 4,2 км: Большой Тарган
- 20 км: Нижний Улывдяк
- 25 км: Средний Улывдяк
- 33 км: Малый Гатыгяк
- 41 км: Большой Гатыгяк
- 43 км: река без названия
- 50 км: Одола
- 63 км: Дьюлэ
- 67 км: Учека
- 73 км: Бараайы
- 88 км: Эгак
- 90 км: река без названия
- 94 км: Някакыт
- 96 км: Андыкаан
- 99 км: Оленко
- 105 км: Огуйукаан
- 106 км: Курунг-Юрэх
- 111 км: Анамакыт
- 116 км: Дагыткан
- 117 км: Умначан
- 121 км: Лааппы
- 126 км: Нижний Бурундучан
- 136 км: Олдогуя
- 140 км: Хатта
- 147 км: Кюнкюй
- 155 км: Нижняя Бурея
- 166 км: Уоргалаан
- 170 км: Дэлэгэй
- 184 км: Верхняя Бурея
- 193 км: Утикан
- 198 км: Юрэх
- 214 км: Чуочаки
- 225 км: Федот
- 230 км: Тарыннаах
- 246 км: Хатыннаах
- 251 км: Дагыл
- 257 км: Джеромик
- 270 км: Обсомокит
- 272 км: Бэрэндьэ
- 291 км: Чинарский
- 298 км: Болодьох
- 302 км: Левый Учатын
- 302 км: Правый Учатын